# Публічна філософія
Публічна філософія — специфічна форма філософських практик, спрямованих на переклад філософської рефлексії знання з академічної мови на мову публічних репрезентацій для представлення її широкому загалу непрофесіоналів у форматі публічних лекцій, відкритих дискусій, популярних книжок філософської тематики, тематичних теле- й радіопрограм тощо. Більшою чи меншою мірою наближаючись до публічного дискурсу в різні історичні періоди від Античності до сьогодення, на хвилі загальної тенденції популяризації науки та в контексті публічного повороту в соціально-гуманітарному знанні філософія набуває піку популярності серед широкого загалу на межі ХХ-ХХІ століть у світі та від початку другого десятиліття ХХІ століття в Україні.

## Публічний поворот в соціально-гуманітарних науках та філософія
Тенденція зростання попиту на філософські лекції, дискусії, книжки тощо відповідає загальній тенденції популяризації науки, що набирає обертів з другої половини ХХ століття. Це відбувається внаслідок низки процесів, які окремі автори позначають як публічний поворот – зростання соціального запиту на соціально-гуманітарне знання й водночас постання поза межами університетського середовища нових форм побутування науки, насамперед гуманітаристики, зі специфічними способами трансляції знань, функціями, методами, інституціями, типом мовлення. Сьогодні такі публічні напрямки соціально-гуманітарних, а подекуди й інших галузей наукового знання дедалі швидше набувають ознак інституціоналізації, стаючи легітимною формою їх існування у демократичному суспільстві.
На практичному рівні витоки тенденції популяризації науки й залучення науковців до публічного дискурсу можна угледіти саме у філософії, яка ще від часів Античності була публічною практикою завдяки діяльності Сократа, Діогена та інших філософів, що в буквальному сенсі виходили на площі та зверталися до мешканців полісу у форматі відкритого діалогу, а іноді навіть ставала предметом продажу, перший прецедент чого створили софісти. За доби Просвітництва саме філософи відіграють одну з головних ролей у створенні енциклопедій і поширенні знань серед широкого загалу громадян. За усіх часів, від Гомера і Гесіода в добу Античності чи Вольтера і Ж.-Ж. Русо за часів Просвітництва й до сьогодні, хвилями відновлюється та згасає тенденція зближення та навіть взаємопроникнення філософії і літератури. Нинішні представники академічної філософської спільноти також виходять до публічного дискурсу, ймовірно, активніше, ніж представники інших галузей знання. 
На теоретичному рівні перше використання терміна й перші спроби осмислення публічного повороту також пов’язані саме з філософією і здійснюються саме філософами - у дискусії Д. Брока і Р. Фулвіндера «Публічний поворот в філософії», представленій у квартальному бюлетені Центру філософії і публічної політики університету Меріленда (США). Однак далі ініціативу перебирають представники соціології, в межах якої вона набуває системного теоретичного обґрунтування, невдовзі її підхоплюють історики, антропологи та представники інших галузей соціально-гуманітарного знання. Публічна ж філософія як специфічний формат філософування й досі залишається значно менш осмисленою і концептуалізованою, ніж публічні відгалуження суміжних соціально-гуманітарних дисциплін, як-то історія чи соціологія, публічна форма якої першою постає як спеціальний об’єкт досліджень та набуває ознак інституціоналізації. Навіть у світі і, а надто в Україні, наразі йдеться хіба що про порушення питання, першу актуалізацію теми, а не про систематичне дослідження цієї форми існування філософії.

## Традиції визначення
На теоретичному рівні цей формат філософування залишається значно менш осмисленим і концептуалізованим, ніж публічні відгалуження суміжних соціально-гуманітарних дисциплін, як-то публічна історія чи публічна соціологія, публічна форма якої першою постає як спеціальний об’єкт досліджень та набуває ознак інституціоналізації.
Ситуацію на пострадянських теренах ускладнює наявність певної термінологічної плутанини, яка неминуче супроводжує перші етапи формування чогось нового. В тих поодиноких дискусіях і публікаціях, присвячених публічній філософії, що вже мають місце, вона поки що не дістала навіть більш-менш усталеної назви та доволі безсистемно позначається як «публічна філософія», «популярна філософія», «масова філософія», «позаакадемічна філософія» чи «позауніверситетська філософія», «філософія у просторі масової культури», «громадська філософія» тощо.
В англійській мові вже став загальноприйнятним термін «public philosophy» і, відповідно, «public philosophers», утворені за тією ж самою схемою, що визначення інших публічних форм академічної діяльності. Однак, тут снує, щонайменше три трактування цього поняття, які неминуче перетинаються одне з одним.

### Перша інтерпретація
В першій інтерпретації це поняття об'єднує низку напрямків досліджень об'єктів, що мають публічне значення — здебільшого це політична, моральна та соціальна філософія — поза залежністю від площини існування (академічної чи ні) та цільових авдиторій. В цьому сенсі «публічна» є ознакою змісту філософування і, фактично, синонімом поняття «практична філософія» у прийнятному в українській і західній науковій спільноті розумінні, а також поширеному у західній науці поняттю «філософія публічної сфери».

### Друга інтерпретація
Дещо інша традиція використання словосполучення «публічної філософії» — у значенні конкретної, загальноприйнятої в конкретному суспільстві системи філософських уявлень — починається з праці В. Ліпмана «Essays in the Public Philosophy», де публічна філософія — не так ознака стилю філософування чи цільової аудиторії (хоча зрозуміло, що вона застосовує саме популярний метод та звертається до широкого загалу публіки), як означення конкретної, загальноприйнятої в конкретному суспільстві системи філософських уявлень. Так, європейські просвітники XVII—XVIII століть, наводить приклад Ліпман, були прихильниками певної публічної філософії — вчення про природний закон, що згодом стало базою для обґрунтування європейської моделі державного устрою. Тож, зміст публічної філософії за Ліпманом полягає в тому, що вона відіграє об'єднавчу роль, забезпечує спільний фундамент, консенсус щодо головних питань державного устрою та орієнтована, насамперед на публіку як активних громадян.

### Третя інтерпретація
Нарешті, в контексті гіпотези публічного повороту, є найбільш релевантним третє розуміння публічної філософії — як «філософування для широких авдиторій в неакадемічному просторі». В такому сенсі «публічна» є ознакою стилю, майданчиків і цільової авдиторії філософування, яке може бути присвяченим будь-якому предмету чи темі, але має відбуватись у позаакадемічному просторі. В цьому значенні «публічна філософія» є синонімом менш вживаних термінів «популярна філософія», «масова філософія», «позаакадемічна» чи «позауніверситетська філософія», «філософія у просторі масової культури» та інших. Саме в цьому значенні поняття "публічна філософія" є суголосним із вже сформованими поняттями, «публічна соціологія», «публічна історія» тощо і, відповідно, може розглядатись поруч з ними в контексті загальної тенденції публічного повороту.  

## Розвиток світової наукової рефлексії про публічну філософію
Ймовірно, першими у схожому значенні вживає це поняття у 1986 році соціолог Р. Бела із співавторами, які визначають «соціальну науку як публічну філософію», уточнюючи, що вона «є публічною не лише тому, що її результати є публічно доступними чи корисними тим чи іншим групам чи інституціям поза межами академічного світу. Вона публічна тому, що прагне залучити публіку до діалогу». Згодом ця теза стає широко цитованою у зв’язку з усталенням публічних напрямків різних дисциплін, зокрема, до неї звертаються в одній з доповідей засновники публічної соціології М. Буравой та Дж. ВанАнтверпен. 
Те ж саме визначення «соціальної науки як публічної філософії» вживає соціолог Ф. Селзнік, який присвячує їй окрему главу у книзі «Гуманітарна наука», де наголошує на тому, що назріла «необхідність перекинути місток через прірву між соціальними науками і гуманітаристикою» та наполягає на нагальній необхідності у публічній філософії. Коментуючи працю Селзніка, П. ван Сетерс аналізує «родову подібність публічної соціології та публічної філософії» і зауважує, що публічна філософія «частково збігається з публічною соціологією, але є набагато потужнішим задумом», ба більше, «квінтесенцією публічної соціології». 
Від 2008-10 років публічна філософія нарешті постає як предмет рефлексії філософів і як центральний, а не додатковий предмет досліджень, зокрема, у журналі «Essays in Philosophy Journal», що першим присвячує їй тематичне число (2014, Vol. 15, Issue 1). Інші автори аналізують можливості «роз’яснення філософських ідей в такій формі, щоб вони були зрозумілими та корисними для публіки», а публічна філософія нерідко постає як одне з найважливіших завдань філософії у демократичному світі та «моральний обов’язок філософів» тощо.
Щодо соціального рівню інституціалізації, то тут «першою ластівкою» стає політика популяризації філософії, ініційована UNESCO 2005 року, коли був встановлений Всесвітній день філософії. 2008 року створено Комітет з публічної філософії при Американській Філософській Асоціації. Наприкінці 2015-го формується Центр публічної філософії у Каліфорнійському університеті Санта Круз, підхоплюють естафету й інші інституції. Як дискусійну платформу «між академічної філософією та публікою» замислено журнал «Public Philosophy Journal» та соціальну мережу «Public Philosophy Network», а також однойменну щорічну конференцію, чергова сесія якої відбудеться 2018 року.

## Дослідження та інституціоналізація публічної філософії в Україні
В Україні, попри те, що представники академічної спільноти щодалі активніше долучаються до публічного дискурсу, слід констатувати істотне відставання теоретичної рефлексії від відповідної практики. Утім, складається враження, що науковці поринають у публічний простір настільки завзято, що навіть рефлексію щодо цього процесу здійснюють не так у науковій періодиці, як у тих самих популярних медіа – серед найвідоміших згадаємо дописи та інтерв’ю Андрія Баумейстера, Інни Голубович, Вахтанґа Кебуладзе, Тараса Лютого та ін.  На телебаченні працює також філософ Володимир Єрмоленко.
У наукових дискусіях тему починають артикулювати лише з кінця 2015 року, відтоді ж вона швидко набуває популярності, стаючи предметом обговорень на круглому столі «Ребрендинг філософії» в Інституті філософії ім. Г. С. Сковороди НАН України, в Одеському національному університеті імені І.І. Мечникова, в Одеському національному технічному університеті, на Львівському форумі видавців тощо. 
Резонансним в сучасному українському інтелектуальному просторі є проект філософської публіцистики доктора філософських наук Назіпа Хамітова, автора популярної філософської радіопрограми «Філософські діалоги» та авторських філософських телепрограм «Свобода думки», «Мистецтво життя», «Нічні роздуми», в яких піднімаються важливі соціальні й екзистенціальні  проблеми і які популяризують досягнення сучасної гуманітаристики. Гостями цих телепроєктів були десятки відомих українських інтелектуалів, зокрема знані українські вчені у різних галузях гуманітаристики: С.І. Пирожков, Т.І. Андрущенко, В.Б. Євтух, О.І. Власова, Г.І. Зеленько, Ю.Г. Легенький, В.І. Менжулін, С.А. Крилова, Я.В. Любивий, О.М. Майборода, В.О. Матвєєв, І.В. Степаненко, Л.О. Шашкова, Г.В. Турчинова та ін.
Назіп Хамітов є також автором низки філософських есе і романів, а також автором сценаріїв художніх фільмів за цими романами. Закономірним результатом цього було створення разом з доктором філософських наук Криловою Світланою на кафедрі філософської антропології НПУ ім. М.П. Драгоманова магістерської програми «філософська публіцистика, філософське мистецтво і арттерапія», в межах якої відбувається публіцистичний поворот у сучасній українській філософії.
З’являються перші дослідження окремих форм існування філософії в публічному просторі, як-то низка досліджень феномену філософських кав’ярень Марини Препотенської. З кінця 2014 року Іламі Ясна висвітлює окремі аспекти публічної філософії на наукових конференціях, а на початку 2017 року розпочинає цикл статей і системне дослідження феномену публічної гуманітаристики, зокрема пропонуючи до вжитку у науковому дискурсі поняття «публічного повороту». На початку 2017 року цій темі присвячено круглий стіл «Філософія в публічному просторі» та вперше в Україні – тематичний блок одного з провідних вітчизняних періодичних видань у галузі філософії – «Філософської думки».
Давно і успішно лекції філософської та релігієзнавчої тематики для широкого загалу слухачів проводить Інститут релігійних наук св. Томи Аквінського, 2017 року в Національному педагогічному університеті ім. М. П. Драгоманова відкрито першу магістерську програму даного напрямку – «Філософська публіцистика, філософське мистецтво та арт-терапія».

## Потенціал розвитку
Таким чином, можна констатувати, що філософія, нехай і кількома роками пізніше, ніж соціологія та низка інших дисциплін, коли на практиці публічна активність стала звичною справою для багатьох її представників, розпочинає теоретичну рефлексію щодо свого існування у публічному просторі. Закономірним наступним кроком фахової спільноти має стати систематизація результатів цієї рефлексії, у чому може стати у пригоді схожий досвід представників інших галузей знань.
Задля цього автори ініціативи «Гуманітаристика в публічному просторі» вважають необхідною реалізацію наступних завдань:
- дійти згоди щодо більш-менш загальновживаної термінології, придатної для дискусій про філософію в публічному просторі;
- дослідити форми існування філософії у публічному просторі, як то публічні лекції, дискусії, філософські кав’ярні, радіо- і телеефіри, популярні книжки, соціальні мережі та навіть комікси; оцінити потенціал філософії як форми дозвілля, приватного консультування та терапії, переосмислити її місце у формальній освіті, та навіть її проблиски у нових «філософських» жанрах літератури, візуального мистецтва тощо;
- дослідити нові цільові авдиторії «споживачів» філософії поза межами університетів та проаналізувати уявлення і запит до філософії в цих авдиторіях;
- сформулювати сутнісні ознаки публічного філософування, що відрізняють його від філософування академічного, як то практичність, конкретність, обмеження горизонту запитування повсякденними питаннями, звернення до чуттєвого та емоційного досвіду реципієнтів, акцент на дистрибуцію смислів на відміну від їх продукування академічною філософією тощо;
- порушити питання про ризики, пов’язані з виходом філософії в публічний простір, як то перетворення популяризації на примітивізацію, перетворення діалогу на проповідь, а спільного запитування – на продукування готових відповідей, перетин тонкої межі між філософією та розвагою чи терапією, літературою чи мистецтвом, ідеологізація та догматизація філософії, проникнення в інформаційний простір шарлатанів та творців власних псевдофілософій, а також просто дилетантів тощо;
- сформулювати релевантний метод публічного філософування, віднайти адекватну мову, придатну для «перекладу» філософського знання для непрофесійних авдиторій, а також віднайти критерії якості та леґітимні способи виробництва філософського контенту поза межами академічної спільноти;
- розробити відповідні навчальні програми, а також сприяти впровадженню нарівні з курсами академічного письма елементів роз’яснення соціальної значущості, базових понять, норм, принципів і методів роботи в публічному просторі для магістрантів та аспірантів філософських спеціальностей;
- сприяти мотивації представників академічної спільноти до виходу в публічний дискурс шляхом аналізу показників активності науковців у публічному просторі[28][1].